# 鰨

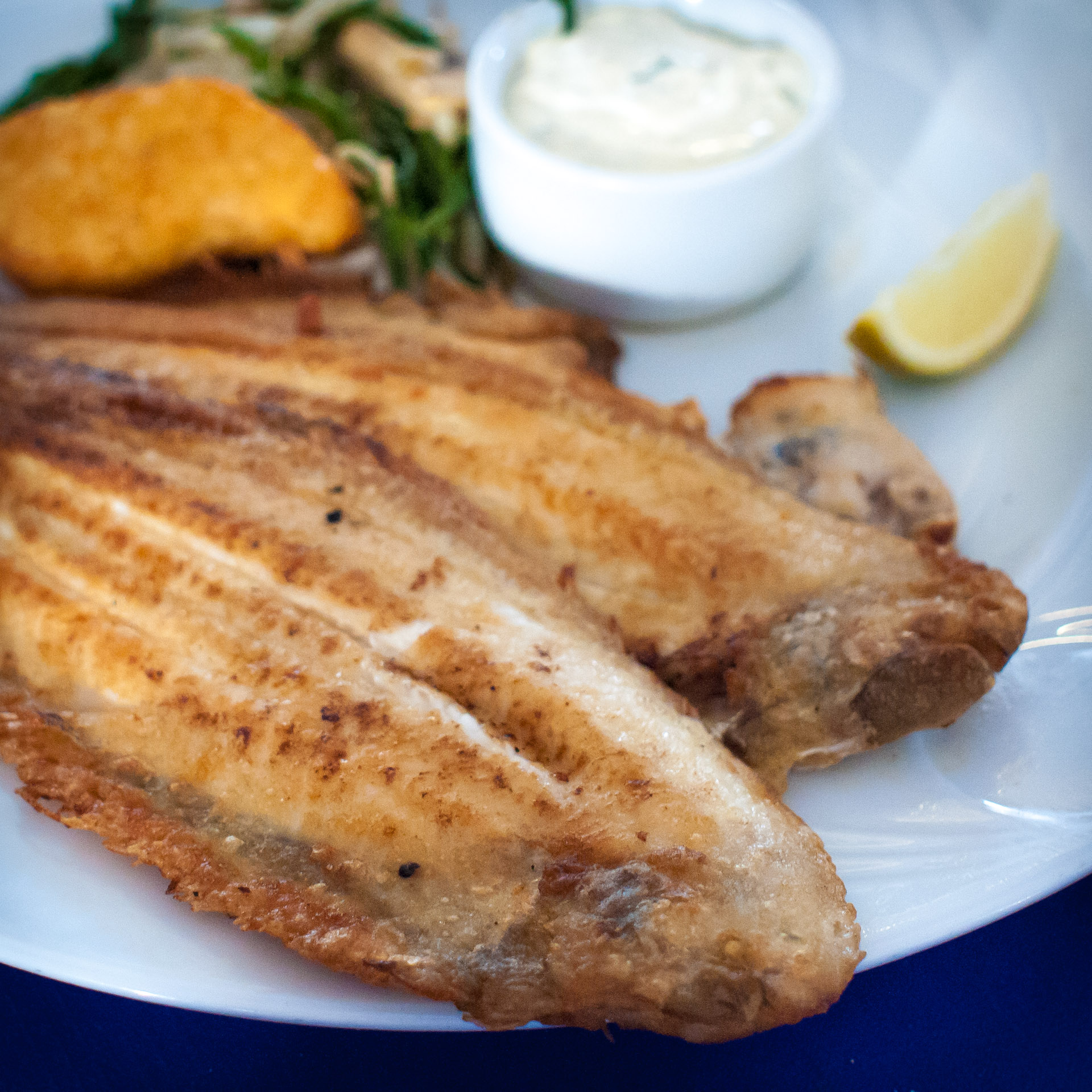
荷蘭煎鰨

鰨為鰨屬的一種亞熱帶魚類，分布於東大西洋區，從挪威至塞內加爾、地中海、北海、波羅的海、黑海等海域，棲息深度0-150公尺，體長可達60公分，棲息在沿岸沙泥底質底層水域，以底棲生物為食，會季節性地洄游，通常獨居性。為高經濟價值的食用魚，適合各種烹飪方式食用，另為觀賞魚及養殖魚類。